# Luis Insam
Luis Insam auch Luis Insam-Tavella (* 19. Januar 1901 in St. Ulrich in Gröden; † 25. Juli 1950 ebenda) war ein südtiroler Bildhauer. Er steht in einer langen Tradition der Bildhauerei in Gröden.

## Leben und Schaffen

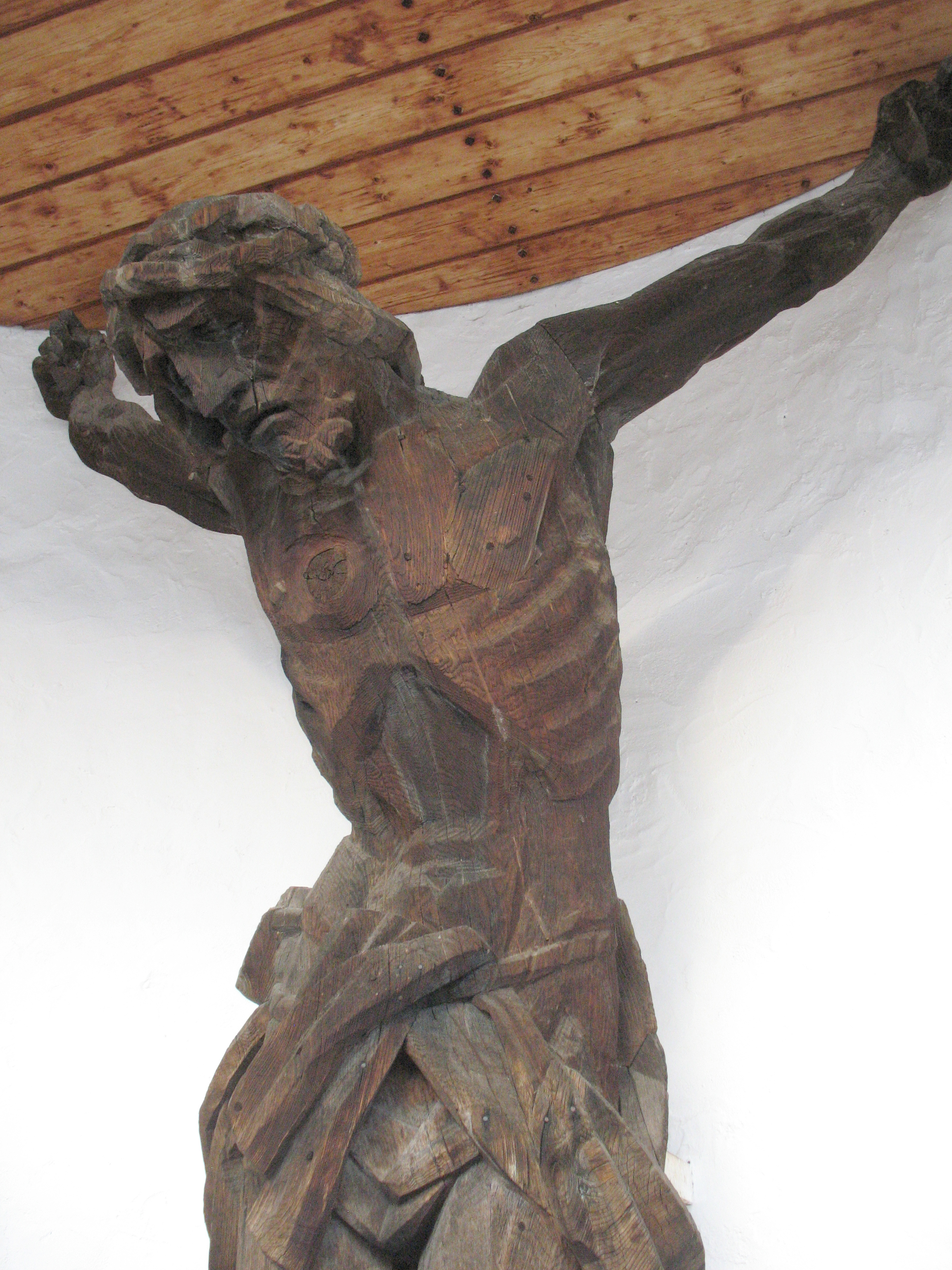
Christus von Luis Insam am Col de Flam in St. Ulrich

Luis Insam war Sohn des Alois Anton Insam (Levisc Antone) und der Maria Moroder, Tochter des Malers Josef Moroder Lusenberg. Er erlernte die Bildhauerei in der Werkstatt seines Vaters gemeinsam mit seinem Bruder Rudolf.
Insam fertigte eine reiche Palette an Modellen von Genrefiguren für die Grödener Holzschnitzfirma ANRI. Er bildete über 40 Lehrlinge in seiner Werkstatt aus. Adolf Vallazza und Heindl Moroder waren seine Schüler. Zeitweise arbeitete auch sein Schwager Vinzenz Peristi in seiner Werkstatt.
Insam fertigte ein überlebensgroßes Kruzifix für den Col de Flam in St. Ulrich.

## Ausstellungen
- In einer Gedächtnisausstellung zum 10. Todestag von Luis Insam 1960 wurden im Kinosaal „Dolomiti“ in St. Ulrich von der Künstlergruppe Ruscel 43 seiner Plastiken gezeigt.
- Zahlreiche Werke Luis Insams sind im Museum Gherdëina ausgestellt.

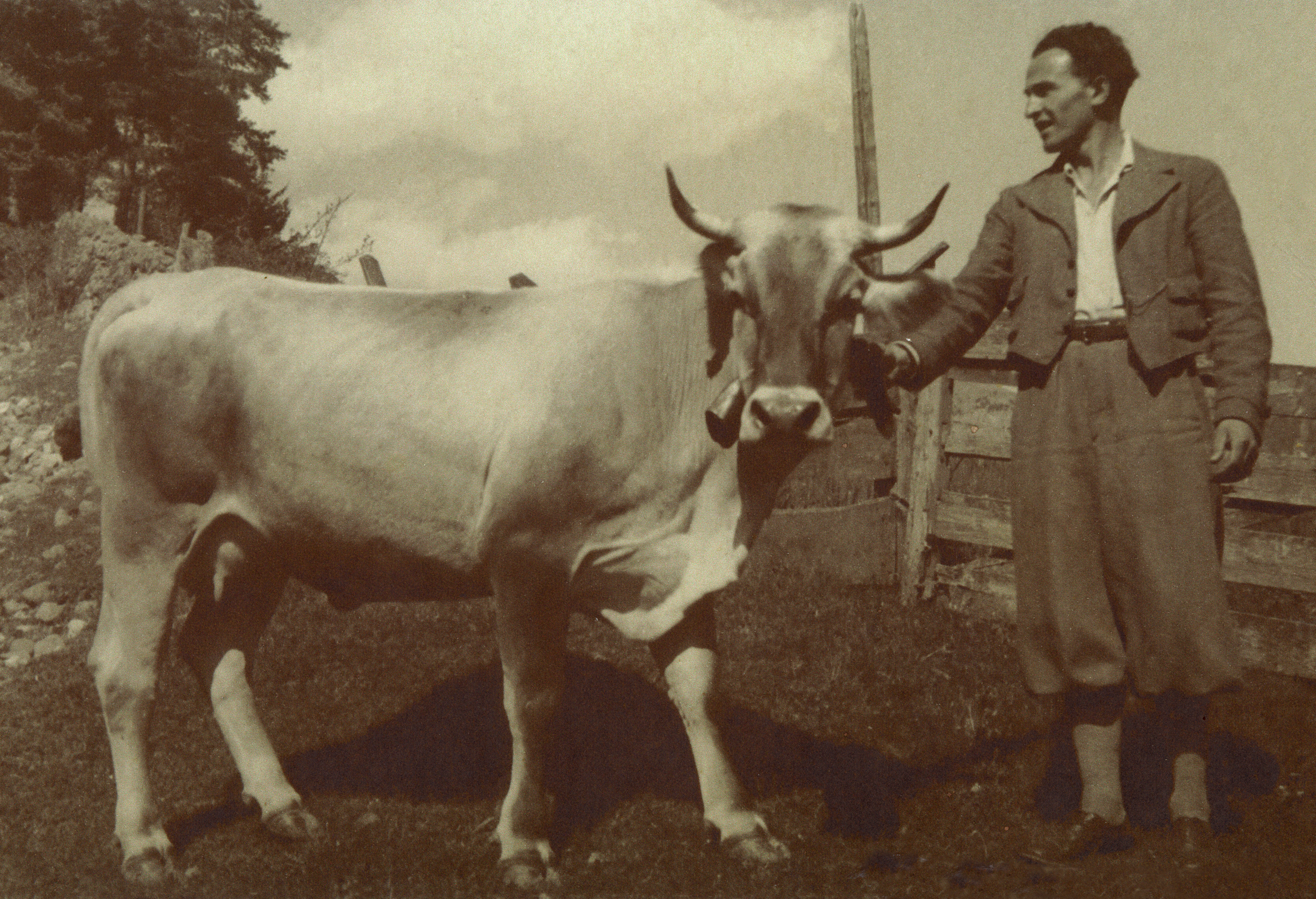
Luis Insam mit Kuh